# Astragalus lentiginosus
Astragalus lentiginosus är en ärtväxtart som beskrevs av William Jackson Hooker. Astragalus lentiginosus ingår i släktet vedlar, och familjen ärtväxter.

## Underarter
Arten delas in i följande underarter:
- A. l. albiflorus
- A. l. albifolius
- A. l. ambiguus
- A. l. antonius
- A. l. araneosus
- A. l. australis
- A. l. borreganus
- A. l. chartaceus
- A. l. coachellae
- A. l. diphysus
- A. l. floribundus
- A. l. fremontii
- A. l. higginsii
- A. l. idriensis
- A. l. ineptus
- A. l. kennedyi
- A. l. kernensis
- A. l. latus
- A. l. lentiginosus
- A. l. macrolobus
- A. l. maricopae
- A. l. micans
- A. l. nigricalycis
- A. l. oropedii
- A. l. palans
- A. l. piscinensis
- A. l. platyphyllidius
- A. l. pohlii
- A. l. salinus
- A. l. scorpionis
- A. l. semotus
- A. l. sesquimetralis
- A. l. sierrae
- A. l. stramineus
- A. l. toyabensis
- A. l. ursinus
- A. l. variabilis
- A. l. vitreus
- A. l. wahweapensis
- A. l. wilsonii
- A. l. yuccanus

## Bildgalleri

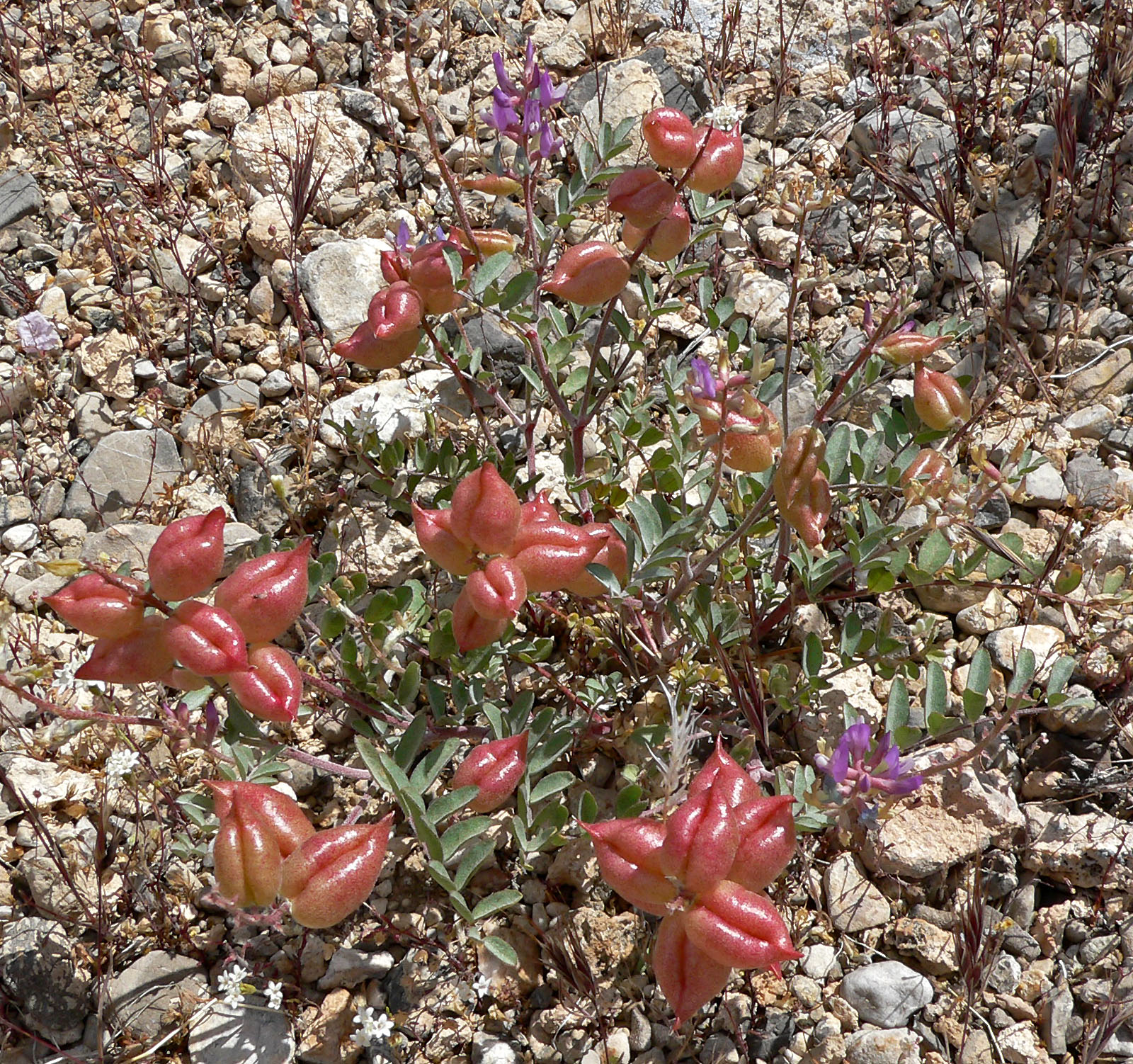
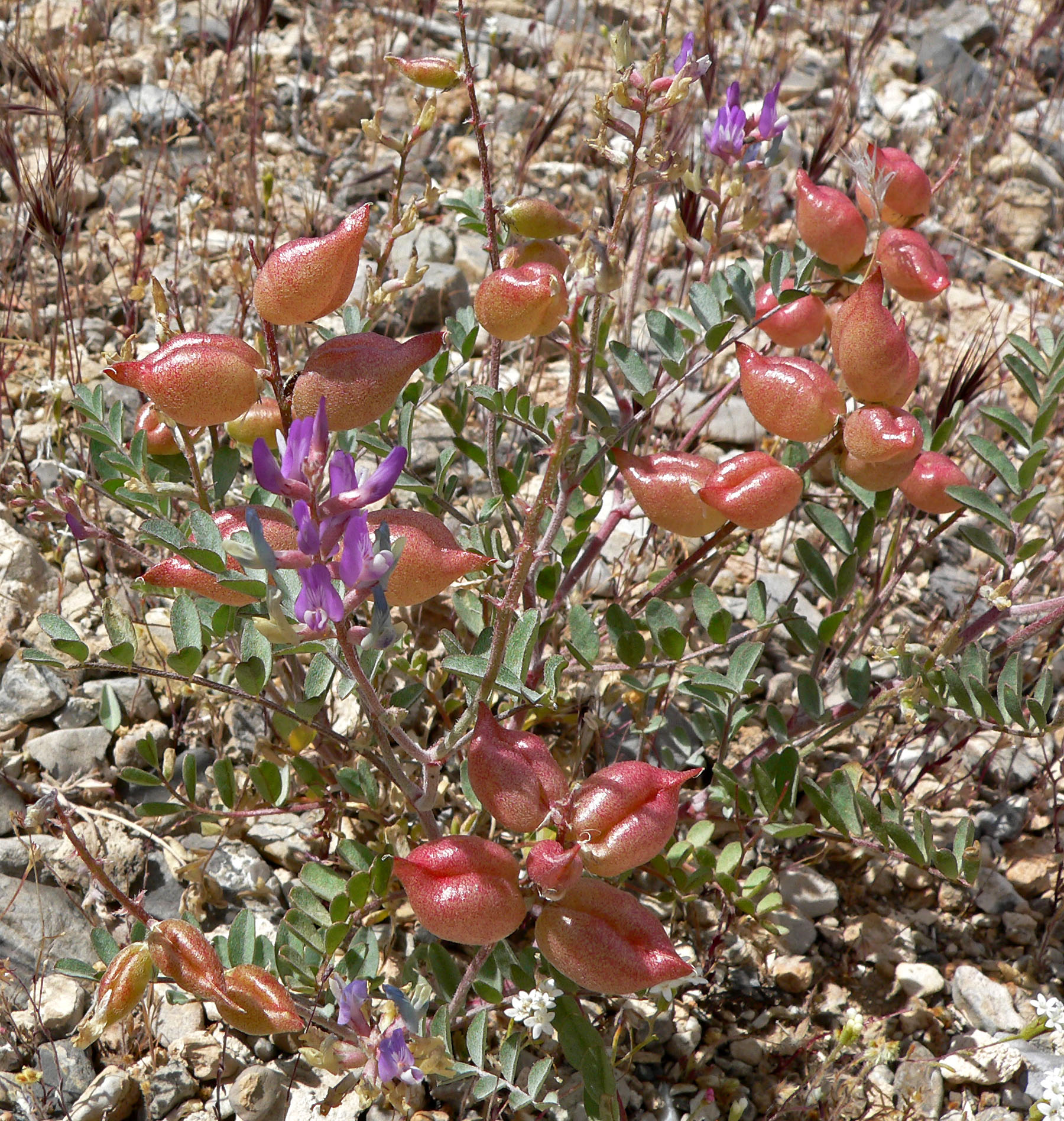
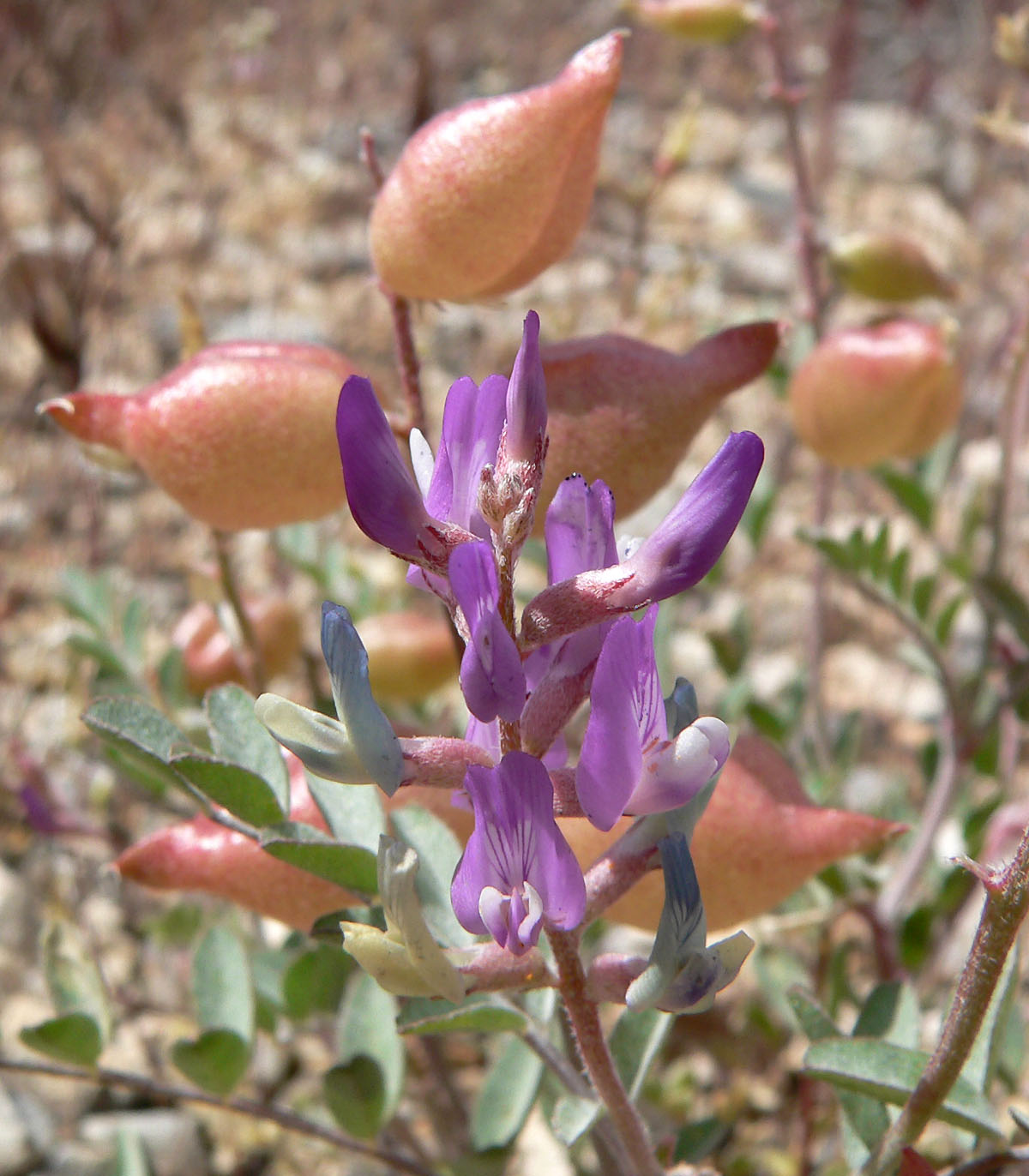
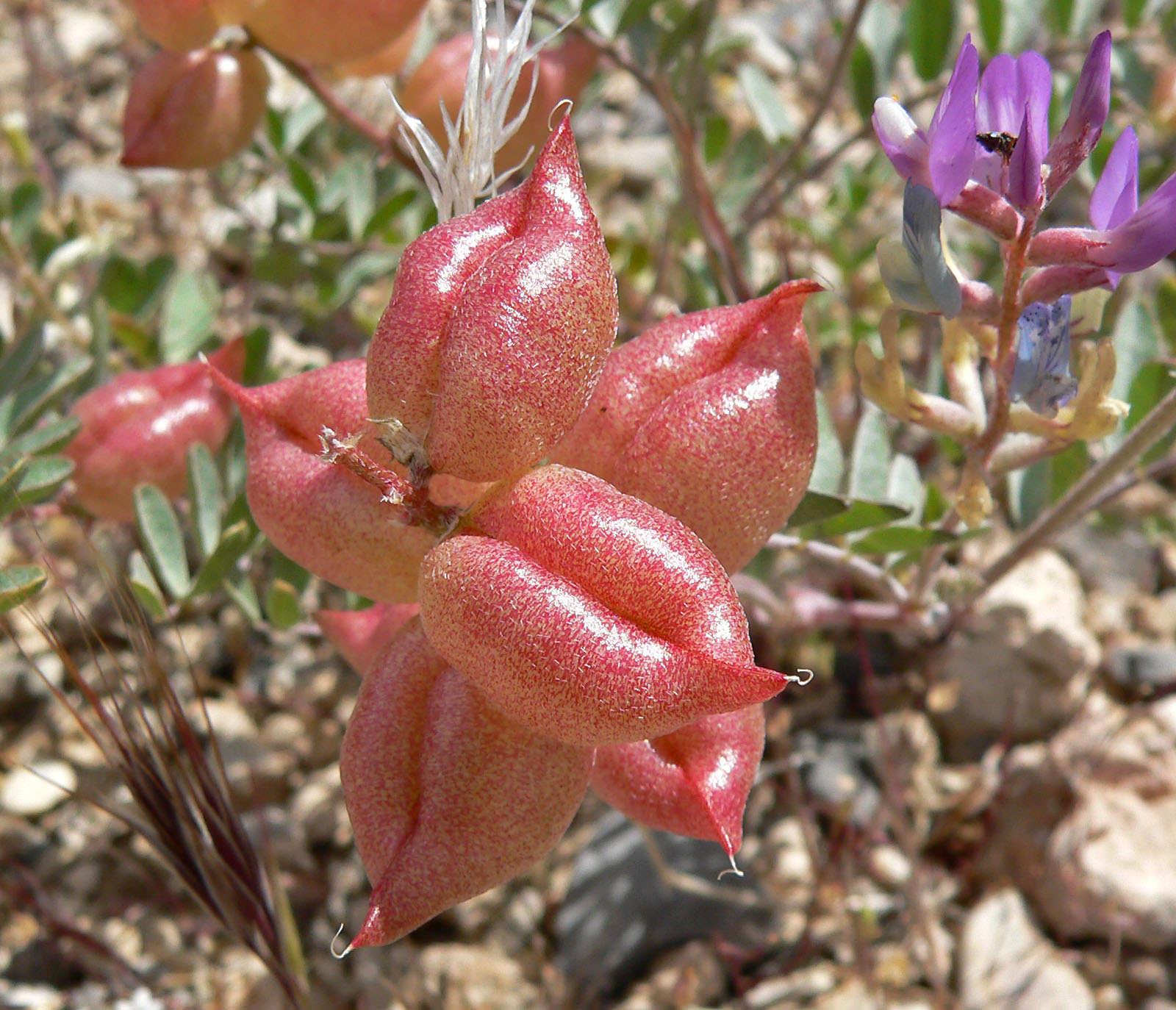
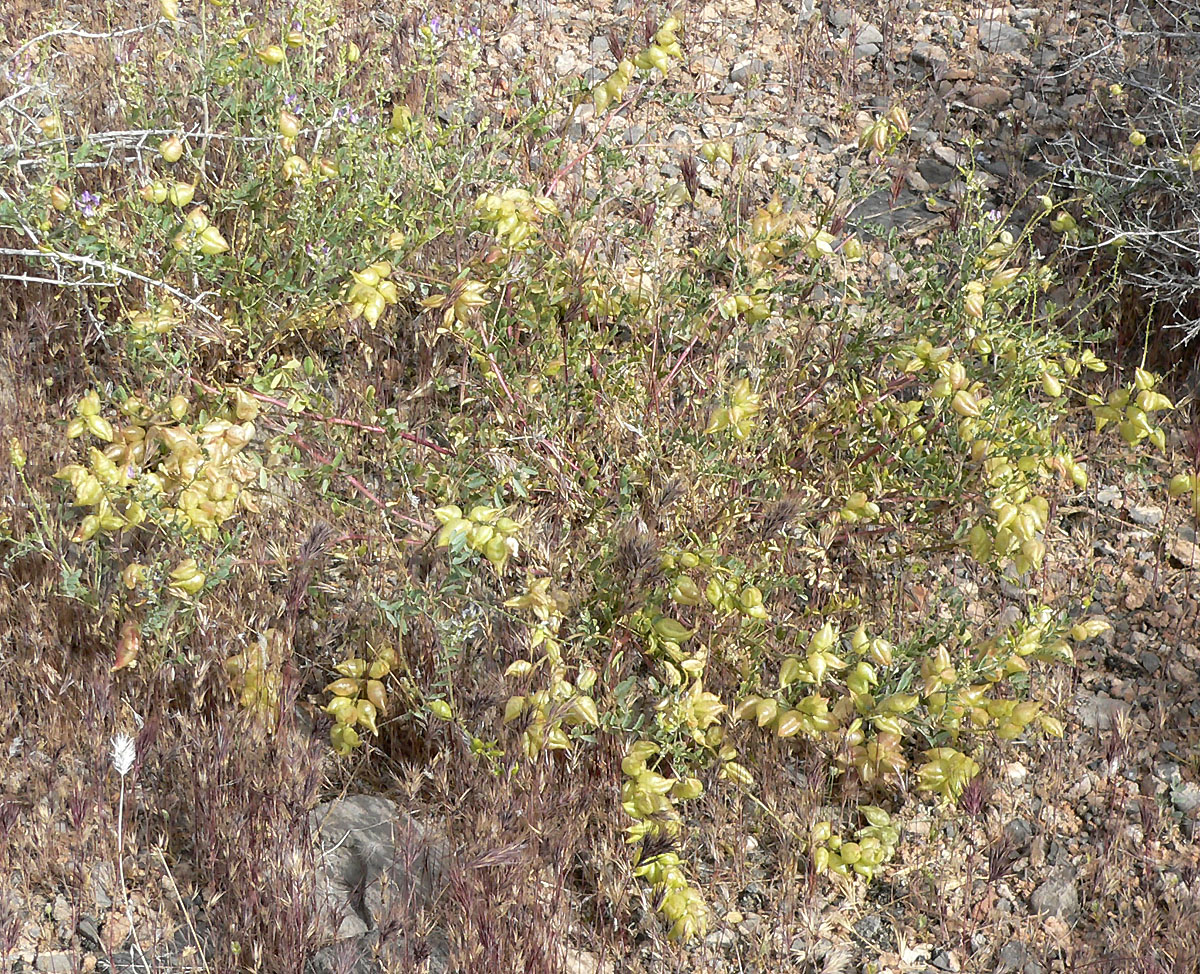
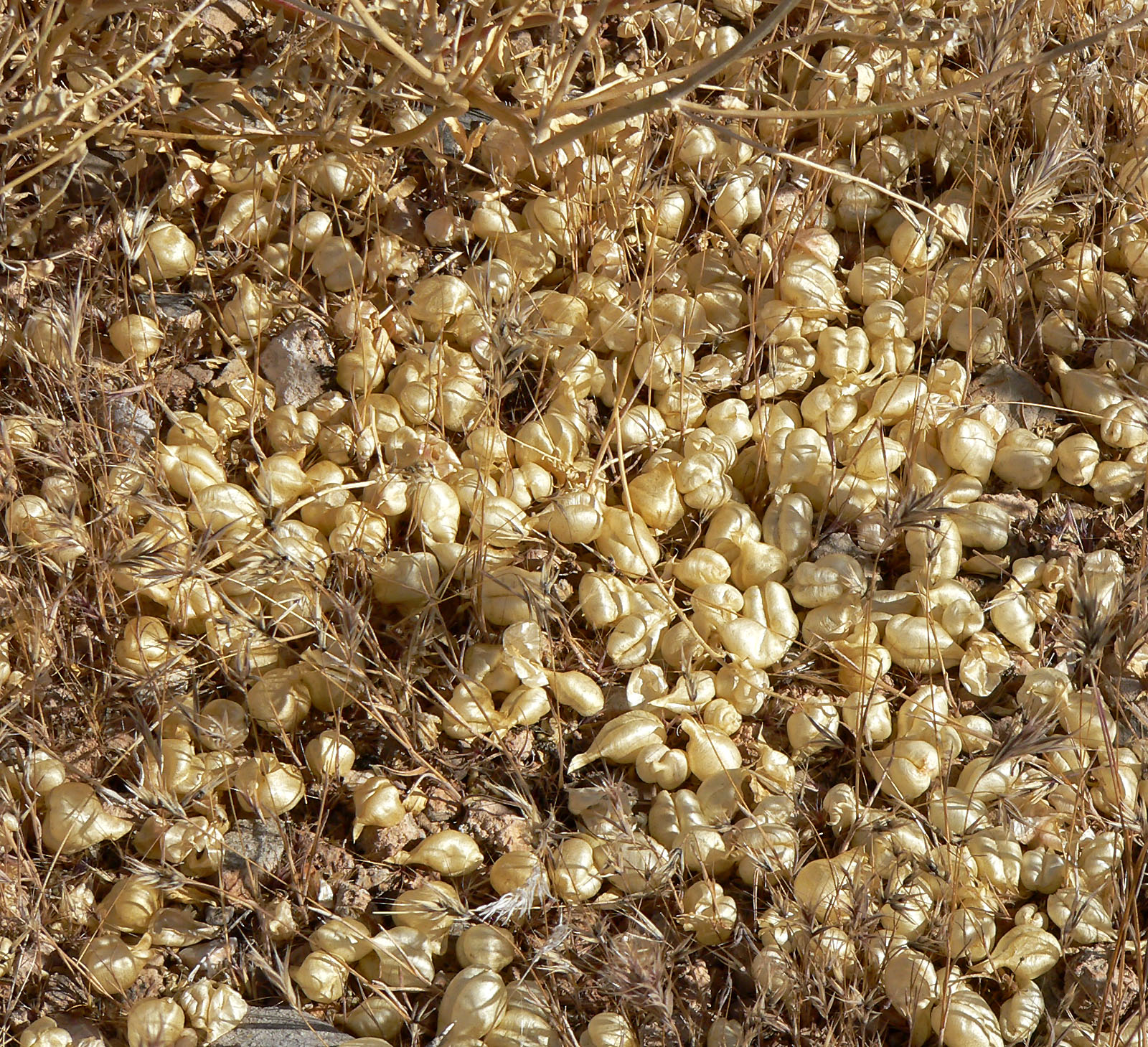